# Dundrod Circuit
Het Dundrod Circuit (Iers: Dún dTrod) is een stratencircuit voor auto- en motorsport dat werd gebruikt voor de RAC Tourist Trophy voor sportautos tussen 1950 en 1955 en voor de Ulster Grand Prix voor motorfietsen sinds 1953. Het circuit ligt in het graafschap County Antrim in Noord-Ierland. Het nabijgelegen Clady Circuit werd tussen 1922 en 1952 gebruikt voor de Ulster Grand Prix, voordat men naar het Dundrod Circuit verhuisde.